# Gupf AR
| AR ist das Kürzel für den Kanton Appenzell Ausserrhoden in der Schweiz. Es wird verwendet, um Verwechslungen mit anderen Einträgen des Namens Gupf zu vermeiden. |

Gupf ist eine 1089 m hohe Bergkuppe bei Rehetobel im Kanton Appenzell Ausserrhoden, Schweiz.
Der teilweise bewaldete Gupf liegt oberhalb des Dorfes Rehetobel, westlich vom Kaienspitz. Westlich vom Gipfel bietet ein Aussichtspunkt Blick auf Bodensee und den Alpstein mit dem Säntis. 
Auf dem Gupf befindet sich auch ein Gourmetrestaurant (1 Michelin-Stern, 3 Hauben/17 Punkte Gault-Millau) mit Hotelbetrieb und eigenem Bauernhof.

## Einzelnachweise

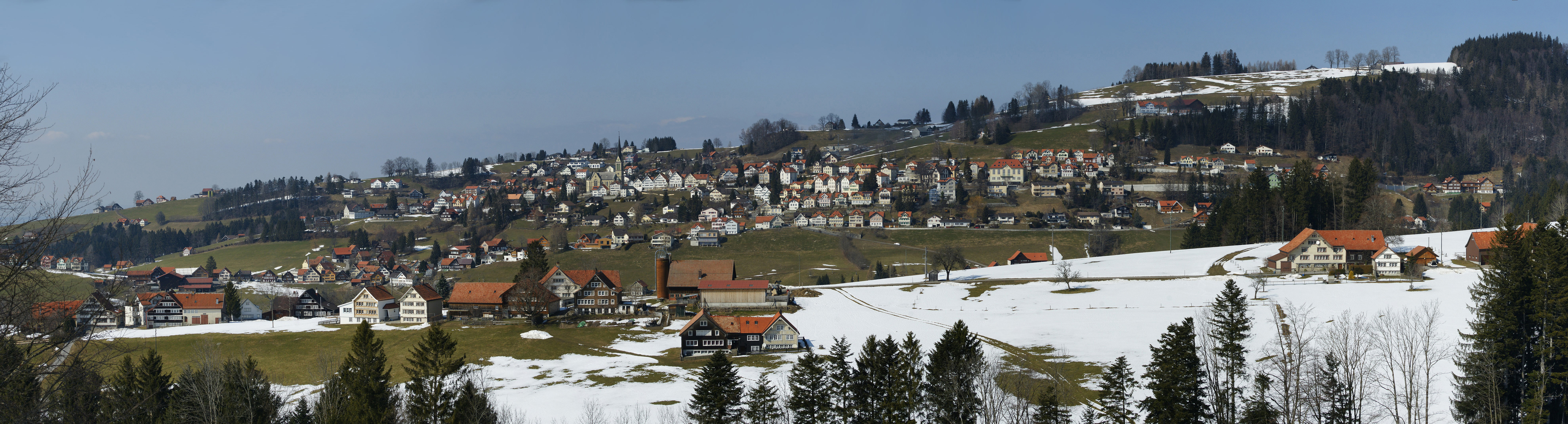
Der Gupf oberhalb von Rehetobel (von Wald aus gesehen).